# 锡特里
锡特里（法語：Citry，法語發音：[sitʁi] ⓘ）是法国塞纳-马恩省的一个市镇，属于莫城区。

## 地理
锡特里（48°58'8"N, 3°14'19"E）面积5.04 平方千米，位于法国法蘭西島大區塞纳-马恩省，该省份为法国北部内陆省份，北起瓦兹省，西接埃松省、马恩河谷省、塞纳-圣但尼省和瓦兹河谷省，南至卢瓦雷省，东南接约讷省，东临马恩省和奥布省，东北接埃纳省。
与锡特里接壤的市镇（或旧市镇、城区）包括：马恩河畔沙尔利、马恩河畔克鲁特、帕旺、马恩河畔楠特伊、马恩河畔萨西、比西耶尔。

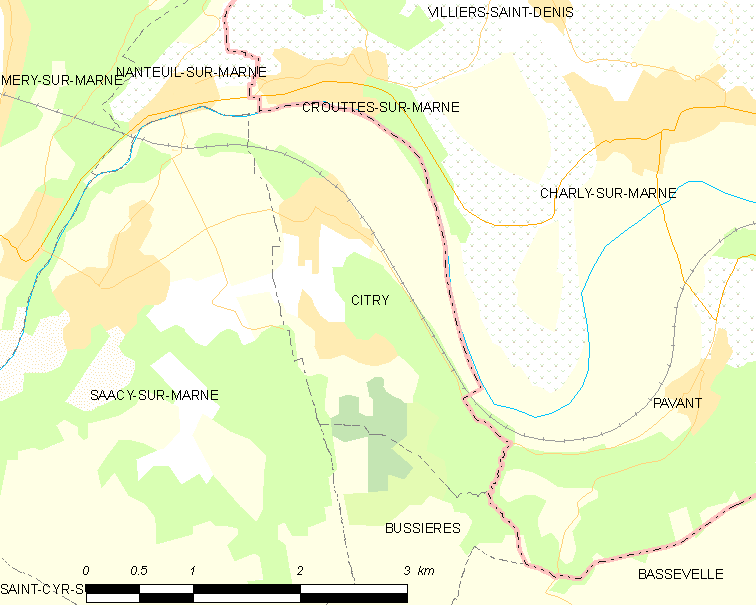
锡特里的OSM定位图

锡特里的时区为UTC+01:00、UTC+02:00（夏令时）。

## 行政
锡特里的邮政编码为77730，INSEE市镇编码为77117。

## 政治
锡特里所属的省级选区为拉费泰苏茹阿尔县。

## 人口

1962-2008年间锡特里人口变化图示

锡特里于2022年1月1日时的人口数量为924人。